# Olipa
Olipa – wyspa w Chorwacji, na Morzu Adriatyckim, część Archipelagu Elafickiego.
Jest położona pomiędzy półwyspem Pelješac a wyspą Jakljan. Zajmuje powierzchnię 0,9 km². Jej wymiary to 1,3 × 1,2 km. Maksymalna wysokość wyspy to 206 m n.p.m. Długość linii brzegowej wynosi 5 km. Na południowym brzegu Olipy funkcjonuje latarnia morska, która ułatwia żeglugę pomiędzy Mljetskim kanalem i Koločepskim kanalem.